# Bangando
Die Bangando sind ein kleines Volk in Kamerun mit der Sprache Bangandu.
Im Südosten Kameruns leben ca. 3.800 Bangando, die in zehn Dörfern entlang der Straße von Moloundou bis Salapoumbé wohnen. Sie sind in patrilinearen, totemischen Clans organisiert. Ihre Residenz ist virilokal (Rupp 1997: 19ff). Die Männer betreiben Kakao- und (teilweise) Kaffeeplantagen, Fallen- und Gewehrjagd, Fischfang und manchmal Lohnarbeit. Die Frauen sammeln einige forstliche Nichtholzprodukte, fischen mit Siebnetzen (nasses), destillieren Schnaps und bestellen die Felder.
Die Beziehung der in der Nachbarschaft lebenden Baka und Bangando spielt in sämtlichen gesellschaftlichen Bereichen eine Rolle. Traditionell lebten Baka und Bangando in einem Tauschverhältnis, das einen Baka durch einen Freundschaftsbund (lothi) an einen Bangando band. Heutzutage genießt diese Beziehung nicht mehr denselben Stellenwert wie früher, wird aber noch von vielen Baka und Bangando unterhalten.